# デッドマン・ダウン
『デッドマン・ダウン』（Dead Man Down）は、2013年にアメリカ合衆国で制作されたクライム映画。

## ストーリー
裏社会の大物の右腕として働く、寡黙な殺し屋ヴィクター。彼の住むマンションの向かい合わせのビルに住む、顔に傷を持つ女性ベアトリス。二人は過去に自らの大切なものを奪った相手への復讐をそれぞれ考えていた。
そんなある日、ヴィクターのもとにベアトリスが訪れる。彼が殺人を犯す現場を彼女は目撃したというのだ。警察に通報しないことを条件に、彼女は彼に自らの復讐の手助けをするよう迫る。これを受け入れたヴィクターはベアトリスと共に、二つの復讐を果たすため奔走する。

## キャスト
※括弧内は日本語吹替
- ヴィクター - コリン・ファレル（阪口周平）
- ベアトリス - ノオミ・ラパス（根谷美智子）
- アルフォンス - テレンス・ハワード（咲野俊介）
- ダーシー - ドミニク・クーパー（須藤翔）
- ヴァレンタイン - イザベル・ユペール（唐沢潤）
- ロン・ゴードン - アーマンド・アサンテ（斉藤次郎）
- グレゴール - F・マーリー・エイブラハム（塾一久）
- ゴフ - デクラン・マルヴェイ（マンモス西尾）
- テリー - ルイス・ダ・シルヴァ・Jr（岡本未来）
- ハリー - アンドリュー・スチュワート＝ジョーンズ（鈴木雄二）
- アンカ - ビアータ・デルトン（戸張美里）
- デルフィン - アッカリア・クィンターナ（宗川めぐみ）